# Las niñas Quispe
Las niñas Quispe es una película chilena escrita y dirigida por Sebastián Sepúlveda. Está basada en la historia real de las hermanas Quispe y en la obra de teatro de Juan Radrigán "Las Brutas".

## Argumento
La película está basada en la historia de las hermanas  Justa, Lucía y Luciana Quispe, tres pastoras de cabras del altiplano chileno, hogar del pueblo Kolla.
En 1974, las pastoras de cabras del altiplano estaban preocupadas tanto porque sus animales estaban perdiendo valor económico como por rumores sobre la expansión de la dictadura militar hacia las zonas más aisladas del país. Afectadas por la pérdida reciente de otra de sus hermanas, y asustadas por las noticias de que el ejército había alcanzado el área de Copiapó, Justa, Lucía y Luciana se suicidaron de forma colectiva, colgándose de una roca (junto con sus dos perros).
La escena de suicidio de la película fue filmada en el mismo lugar donde el incidente real ocurrió, y el papel de Justa Quispe fue interpretado por su sobrina, Digna Quispe.
El director de la película y guionista Sebastián Sepúlveda dijo sobre su primer encuentro con Digna Quispe: "yo le tenía mucho miedo cuando la conocí. Ella no da la mano, sino que da los dedos, y de una forma muy fría"; luego ella aceptaría participar en el proyecto.

## Reparto
- Catalina Saavedra como Lucía Quispe.
- Francisca Gavilán como Luciana Quispe.
- Digna Quispe como Justa Quispe.
- Segundo Araya como Don Juan
- Alfredo Castro como Fernando.

## Premios
- Semana de la Crítica del Festival de Cine de Venecia, mejor cinematografía.
- Premio de la crítica y mejor cinematografía en el Festival de Cine de Lima.
- Mejor película, Festival Filmar, Suiza.
- Mejor película, Lakino Film Fest, Berlín.
- Cinematropical Awards 2015. Mejor Primera Película.